# باول ديفيز
باول ديفيز (بالإنجليزية: Paul Davies)‏ (10 أكتوبر 1952 في المملكة المتحدة - ) هو لاعب كرة قدم بريطاني في مركز الهجوم. لعب مع تشارلتون أثلتيك ونادي أرسنال ونادي رومفورد ‏.

## وصلات خارجية
- باول ديفيز على موقع قاعدة بيانات كرة القدم.إي يو (الإنجليزية)